# Dongfeng Fengguang 580
Der Dongfeng Fengguang 580 ist ein Sport Utility Vehicle der chinesischen Automarke Dongfeng. Die Submarke ist Fengguang. Hersteller des Wagens ist Dongfeng Xiaokang.

## Geschichte
Erstmals vorgestellt wurde das bis zu siebensitzige Fahrzeug im April 2016 auf der Beijing Auto Show. Im Juni 2016 kam es auf dem chinesischen Heimatmarkt in den Handel. Eine überarbeitete Version der Baureihe kam dort 2020 auf den Markt. Als Topmodell der Baureihe wurde in China zwischen 2019 und 2021 außerdem der Dongfeng Fengguang 580 Pro angeboten. Seit 2019 wird das SUV auch in Deutschland angeboten. Zunächst kam es hier als DFSK Glory 580 in den Handel. Mit einer Modellpflege 2021 änderte sich die Modellbezeichnung in DFSK Fengon 580. Den Import übernimmt die Indimo Automotive GmbH in Landshut.
Der Plug-in-Hybrid Fengguang Landian E5, der Anfang 2023 auf den Markt kam, basiert auf dem Fengguang 580.

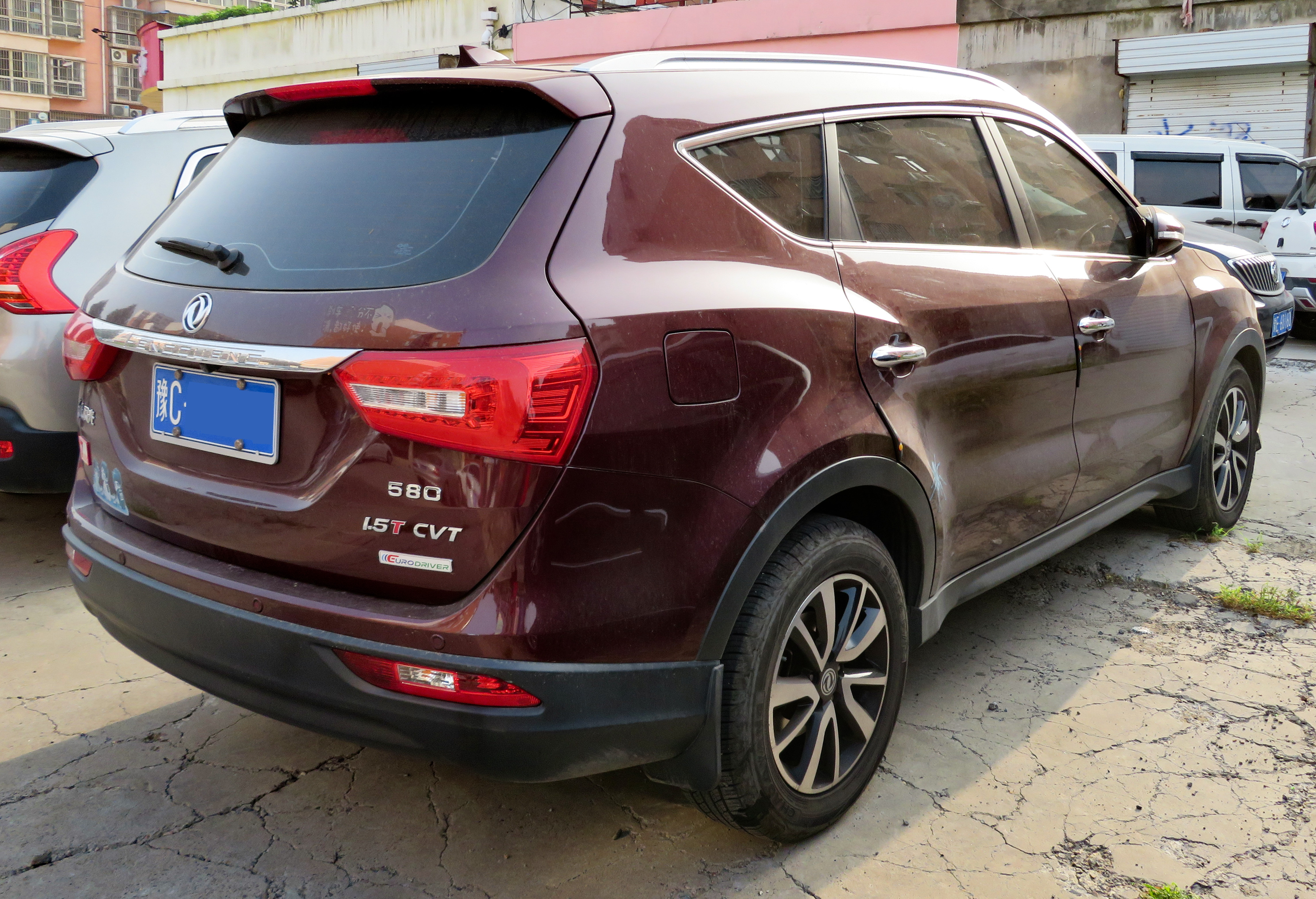
Heckansicht
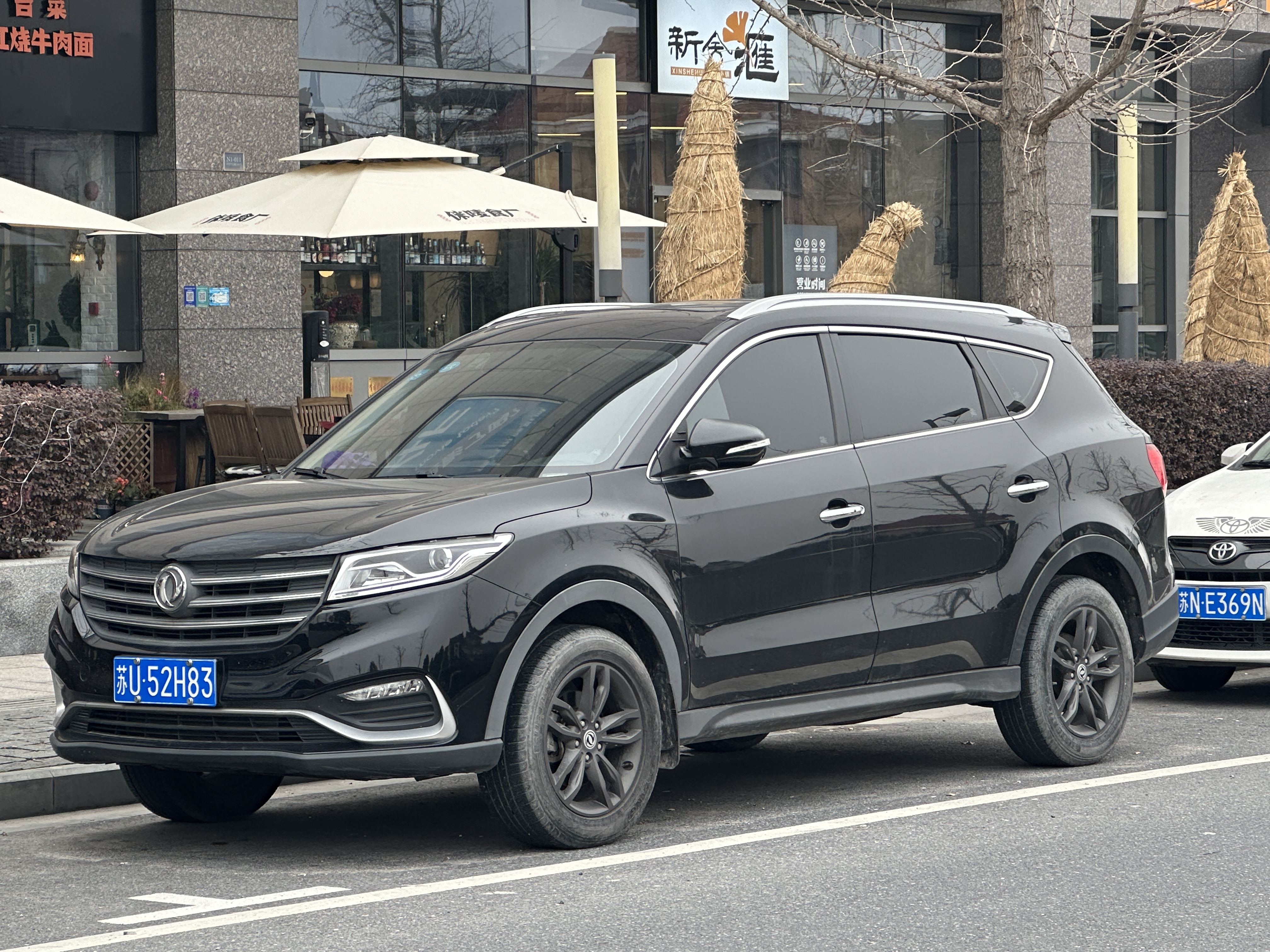
Dongfeng Fengguang 580 (seit 2020)
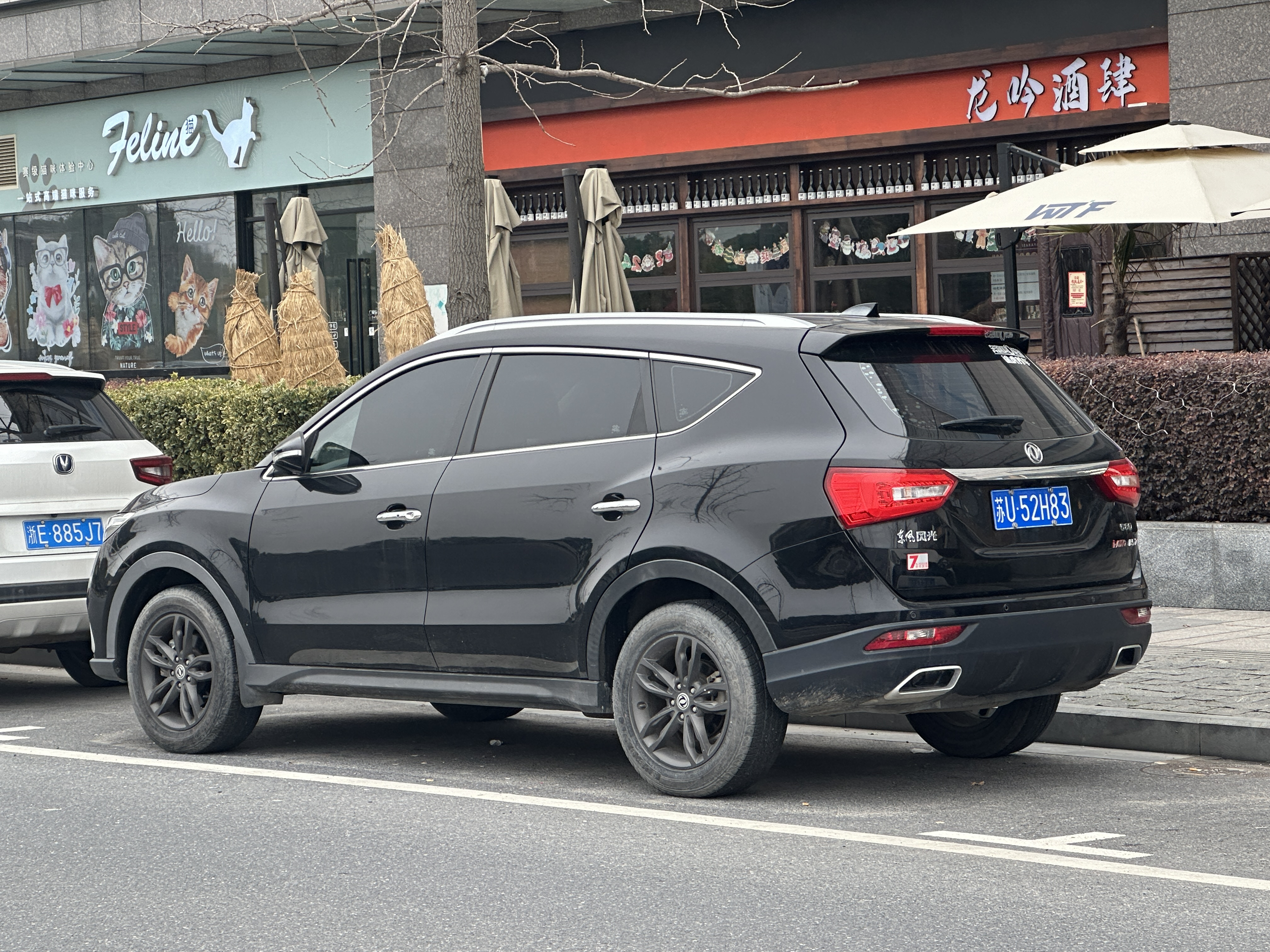
Heckansicht
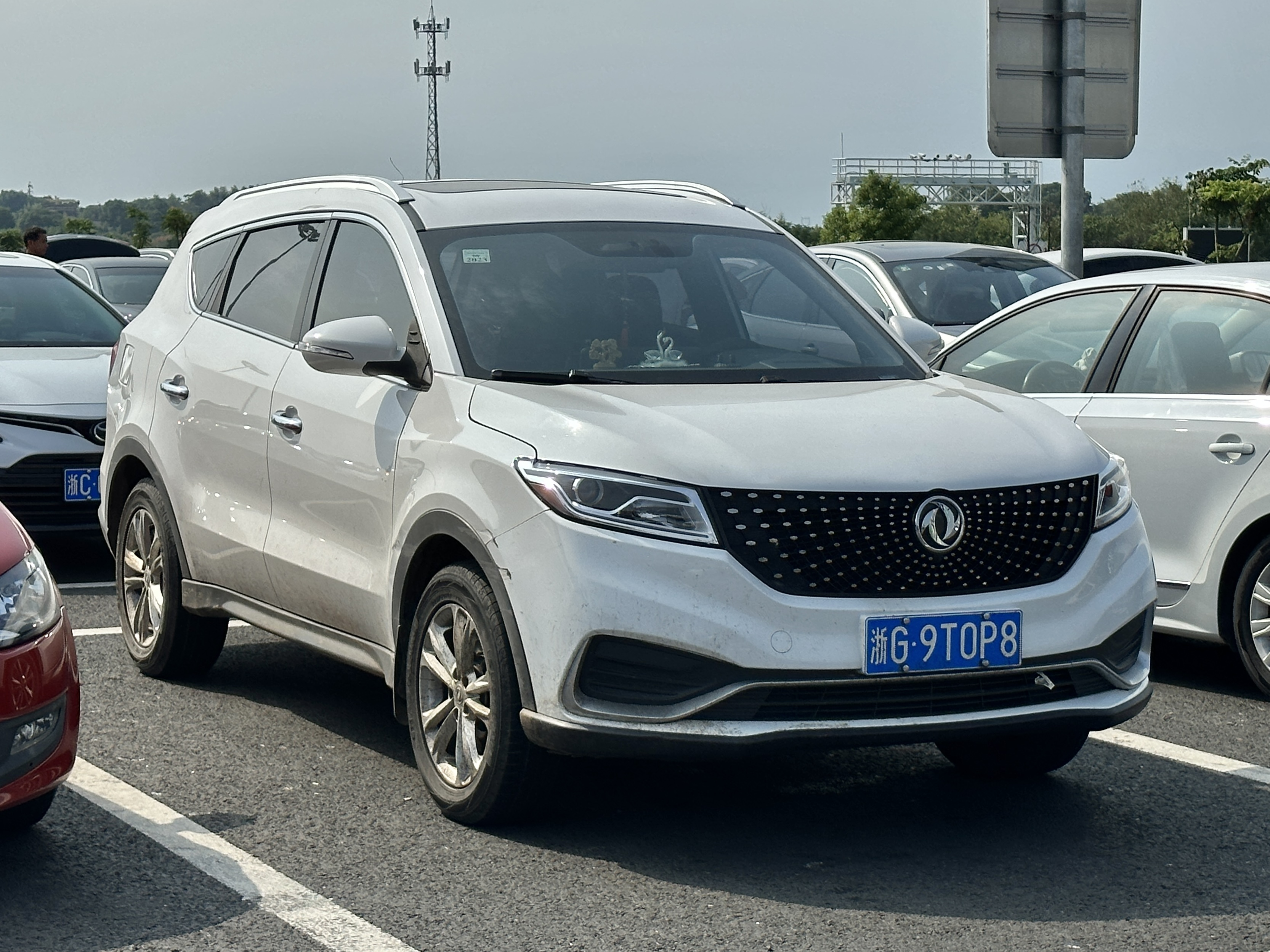
Dongfeng Fengguang 580 Pro (2019–2021)
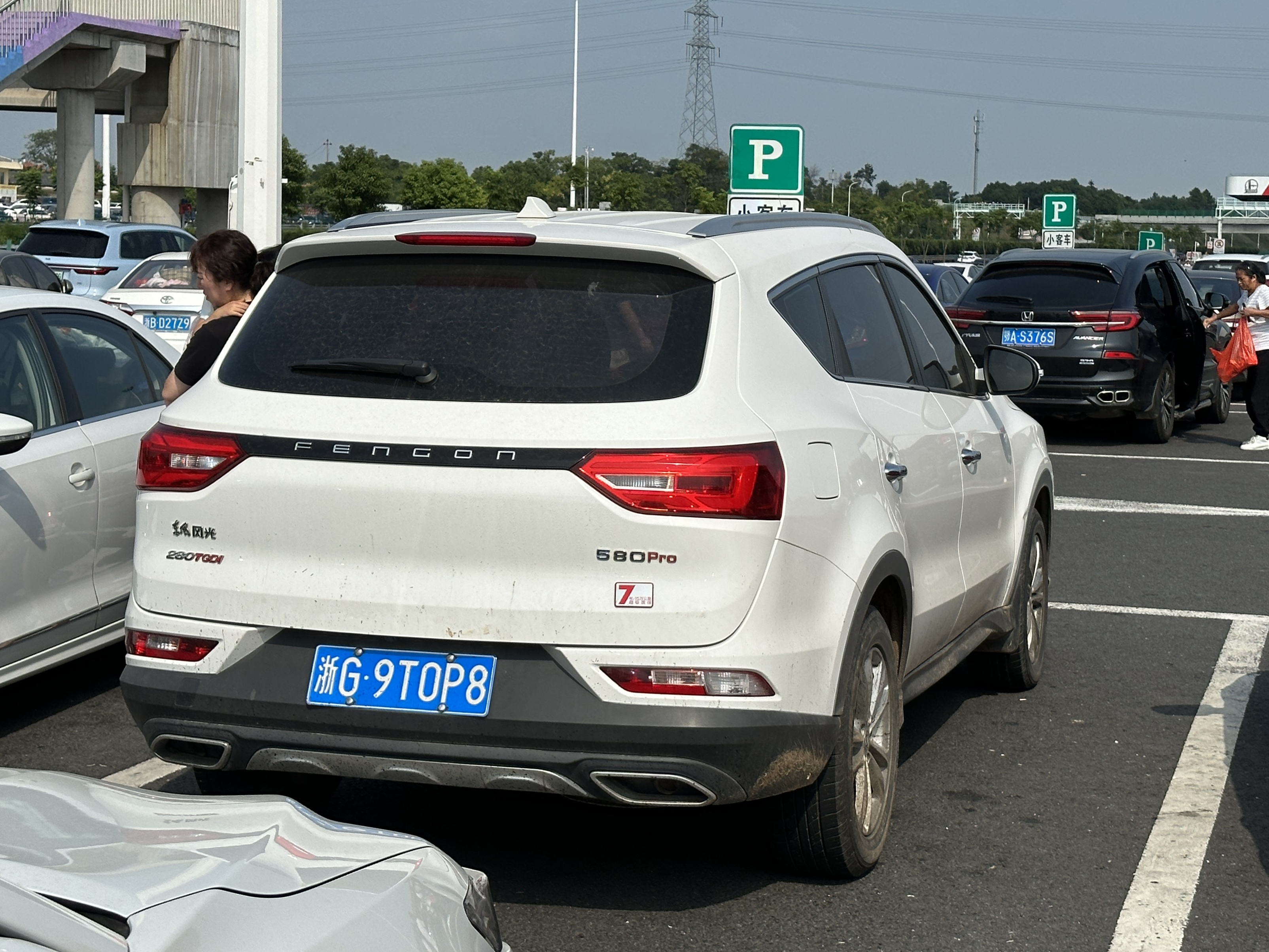
Heckansicht
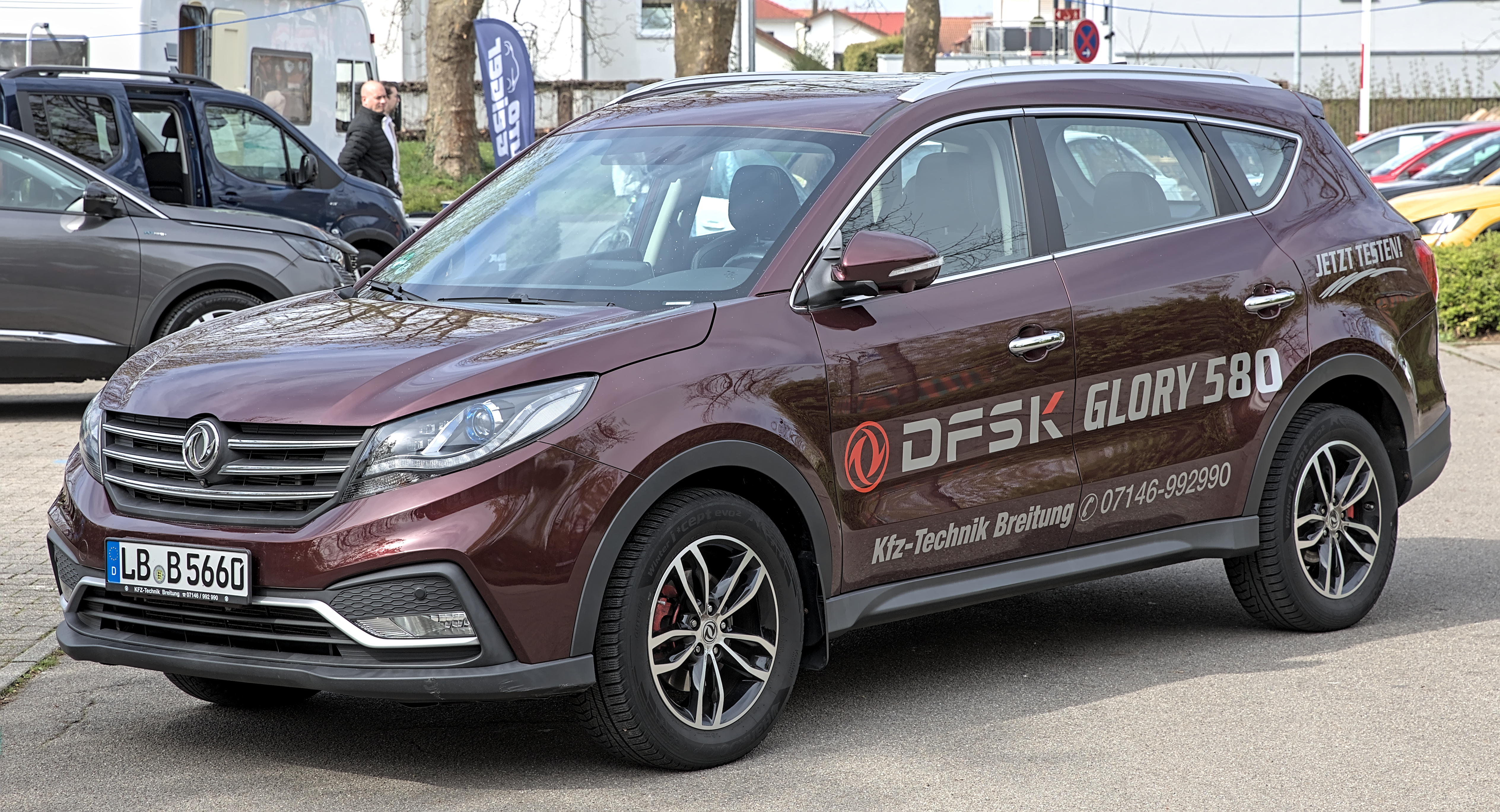
DFSK Glory 580 (2019–2021)
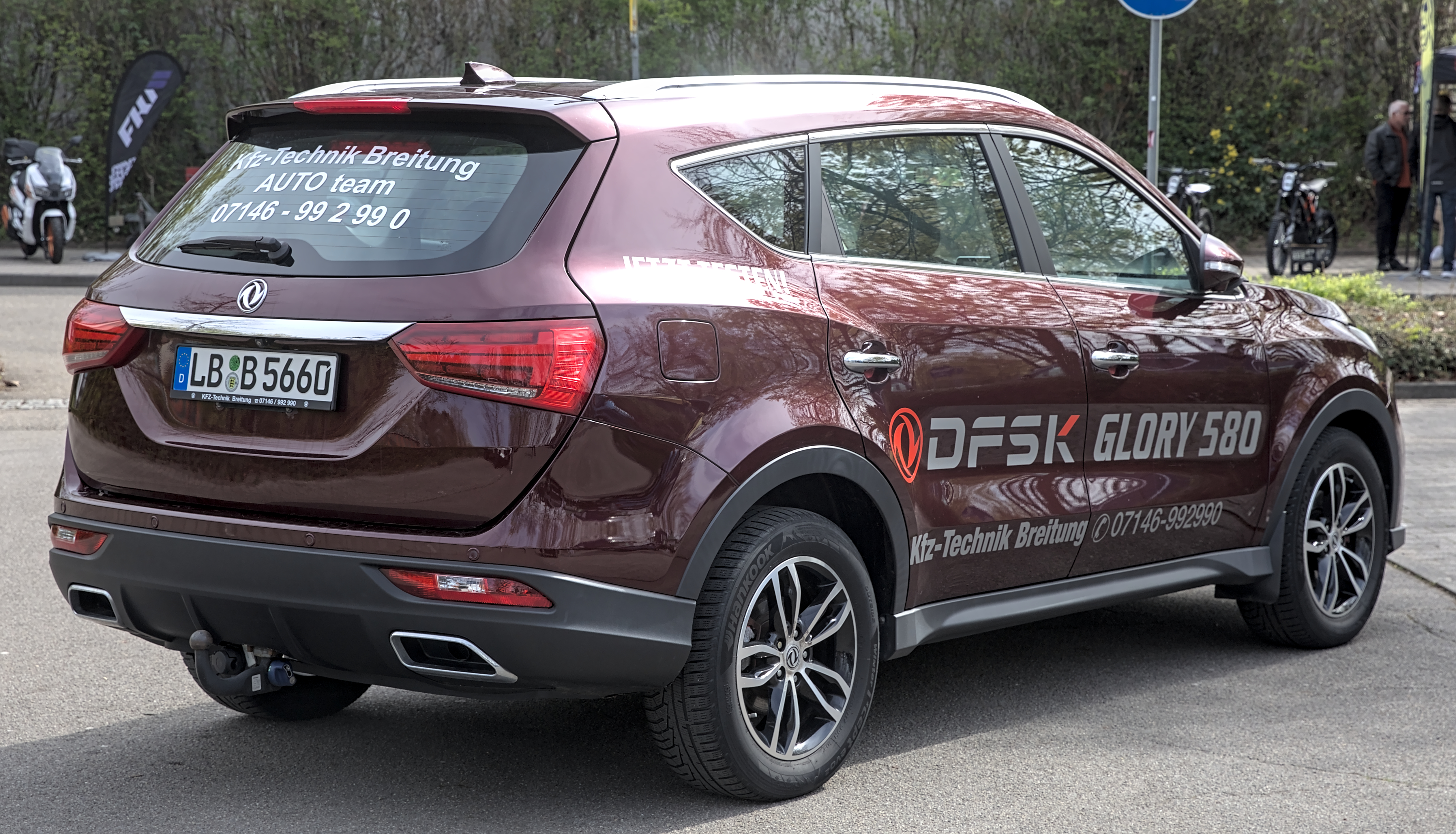
Heckansicht

## Technik
Der Fengguang 580 ist bei einem Radstand von 2,78 m etwa 4,70 m lang und 1,72 m hoch. Er bietet bis zu drei Sitzreihen, die mittlere Reihe kann längs verstellt werden.
Angetrieben wird der Wagen in Europa ausschließlich von einem aufgeladenen 1,5-Liter-Ottomotor mit 107 kW (145 PS). Er hat Vorderradantrieb und ein stufenloses Getriebe. Aus dem Stand soll das SUV in 12,8 Sekunden auf 100 km/h beschleunigen; die Höchstgeschwindigkeit liegt bei 180 km/h. In China wurde zum Marktstart dieser 1,5-Liter-Turbomotor mit 110 kW (150 PS) und ein 1,8-Liter-Saugmotor mit 102 kW (139 PS) angeboten. 2019 folgte mit der Einführung des 580 Pro noch ein 1,5-Liter-Turbomotor mit 132 kW (180 PS). An der Vorderachse kommt eine MacPherson-Radaufhängung und an der Hinterachse eine Verbundlenker-Radaufhängung zum Einsatz.

### Technische Daten
|                                            | 1.8                           | 1.5T                          | 1.5 TGDI               | 1.5 Turbo (Europa)     |
| ------------------------------------------ | ----------------------------- | ----------------------------- | ---------------------- | ---------------------- |
| Bauzeitraum                                | seit 2016                     | seit 2016                     | seit 2019              | seit 2019              |
| Motorkenndaten                             |                               |                               |                        |                        |
| Motorart                                   | Ottomotor                     | Ottomotor                     | Ottomotor              | Ottomotor              |
| Motorbauart                                | R4                            | R4                            | R4                     | R4                     |
| Hubraum                                    | 1798 cm³                      | 1498 cm³                      | 1498 cm³               | 1499 cm³               |
| max. Leistung bei min−1                    | 102 kW (139 PS) / 6000        | 110 kW (150 PS) / 5600        | 132 kW (180 PS) / 6000 | 107 kW (145 PS) / 5600 |
| max. Drehmoment bei min−1                  | 187 Nm / 3600–4200            | 220 Nm / 1800–4000            | 270 Nm / 1500–4000     | 210 Nm / 4000          |
| Kraftübertragung                           |                               |                               |                        |                        |
| Antrieb                                    | Vorderradantrieb              | Vorderradantrieb              | Vorderradantrieb       | Vorderradantrieb       |
| Getriebe, serienmäßig                      | 5-Gang-Schaltgetriebe         | 6-Gang-Schaltgetriebe         | Stufenloses Getriebe   | Stufenloses Getriebe   |
| Getriebe, optional                         | —                             | Stufenloses Getriebe          | —                      | —                      |
| Messwerte                                  |                               |                               |                        |                        |
| Höchstgeschwindigkeit                      | 170 km/h                      | 180 km/h                      | 190 km/h               | 180 km/h               |
| Beschleunigung, 0–100 km/h                 | k. A.                         | 10,9 s                        | k. A.                  | 12,8 s                 |
| Kraftstoffverbrauch auf 100 km, kombiniert | 7,6 l Super                   | 7,2–7,5 l Super               | 7,2 l Super            | 9,8 l Super            |
| CO2-Emissionen, kombiniert                 | k. A.                         | k. A.                         | k. A.                  | 222 g/km               |
| Abgasnorm                                  | China V (seit 2020: China VI) | China V (seit 2020: China VI) | China VI               | Euro 6d                |